# تور دو فرانس ۲۰۲۵
تور دو فرانس ۲۰۲۵ (فرانسوی: 2025 Tour de France‎) صد و دوازدهمین دوره از رقابت‌های تور دو فرانس بود. این مسابقه در ۵ ژوئیه از لیل آغاز شد و در ۲۷ ژوئیه با مرحلهٔ پایانی در شانزلیزه، پاریس به پایان رسید.
تادی پوگاچار از یوای‌ئی تیم امارات اکس‌آرجی برنده رده‌بندی اصلی تور دو فرانس ۲۰۲۵ شد و چهارمین قهرمانی‌اش را در شش دوره اخیر این رقابت‌ها به دست آورد. برتری او از مرحلهٔ چهارم و با پیروزی در مسیر به‌سوی روآن آغاز شد و با کسب مقام دوم در نخستین تایم تریل انفرادی ادامه یافت. پس از پیروزی در مرحلهٔ هفتم به مقصد مور-دو-برتانی، پوگاچار برتری خود را در رشته‌کوه پیرنه تثبیت کرد؛ او ابتدا در نخستین مرحلهٔ کوهستانی به اوتاکام مسلط بود و روز بعد نیز تایم‌تریل کوهستانی به پیراگود را با اقتدار به پایان رساند. در هفتهٔ پایانی، علی‌رغم حملات دیگر مدعیان رده‌بندی کلی، پوگاچار موفق شد جایگاه خود را حفظ کرده و با اختلافی نزدیک به چهار دقیقه و نیم قهرمان مسابقات شود. مقام دوم به یوناس وینگکا از تیم ویسما–لیز اِ بایک رسید. او در طول مسابقات دومین کوه‌نورد برتر محسوب می‌شد، اما در نخستین تایم‌تریل انفرادی و مرحلهٔ کوهستانی به اوتاکام، مجموعاً بیش از سه دقیقه زمان را به پوگاچار واگذار کرد. سکوی سوم به فلوریان لیپوویتس از تیم ردبول–بورا–هانسگروهه تعلق گرفت. او در طول دو هفتهٔ اول فاصلهٔ خود با نفر چهارم را به تدریج افزایش داد و در هفتهٔ پایانی، در برابر فشار اسکار آنلی از تیم پیک‌نیک–پُست‌ان‌ال مقاومت کرد. لیپوویتس نخستین دوچرخه‌سوار آلمانی بود که از زمان آندریاس کلودن در سال ۲۰۰۶ توانست بر سکوی تور دو فرانس بایستد.
رده‌بندی امتیازی توسط جوناتان میلان از تیم لیدل–ترک فتح شد. او در دو مرحلهٔ سرعتی به پیروزی رسید و همچنین در اسپرینت‌های میانی عملکردی پیوسته و موفق داشت. لیپوویتس علاوه بر کسب مقام سوم کلی، پیراهن سفید بهترین رکاب‌زن زیر ۲۶ سال را نیز به دست آورد. پوگاچار نیز علاوه بر قهرمانی کلی، فاتح رده‌بندی کوهستانی نیز شد و پیراهن خال‌خالی را از آن خود کرد. رده‌بندی تیمی به تیم ویسما–لیز اِ بایک رسید. جایزهٔ تهاجمی‌ترین رکاب‌زن تور نیز به بن هیلی از تیم ئی‌اف اجوکیشن–ایزی‌پست تعلق گرفت. او در هفتهٔ اول یکی از مراحل تپه‌ای را فتح کرد، دو روز پیراهن زرد را به تن داشت و در نهایت در ردهٔ نهم کلی ایستاد.

## پخش تلویزیونی
همانند دوره‌های پیشین، پوشش زندهٔ تلویزیونی تور دو فرانس ۲۰۲۵ توسط تلویزیون فرانسه و با همکاری اتحادیهٔ پخش اروپا انجام شد. بر اساس گزارش رسانه‌ها، به‌طور میانگین روزانه ۳٫۸ میلیون نفر در فرانسه این رقابت‌ها را تماشا کردند که نسبت به سال ۲۰۲۴ حدود ۹٪ افزایش داشت. پرتماشاگرترین مرحله، مرحلهٔ دهم در روز باستیل بود که ۵٫۴ میلیون بیننده با سهم مخاطب ۴۹٫۸٪ داشت. مرحلهٔ پایانی در پاریس با اوج ۸٫۷ میلیون بیننده، پربیننده‌ترین مرحلهٔ تور در فرانسه طی ۲۰ سال گذشته بود.